# グリーンゴッデス
グリーンゴッデス（Green goddess dressing）は、サラダドレッシングである。マヨネーズ、サワークリーム、チャービル、チャイブ、アンチョビ、タラゴン、レモン汁、コショウ等から作る。

## 歴史
名前は、その色合いから付けられた。その起源に関して最も受け入れられている説は、1923年にサンフランシスコのパレスホテルで、料理長のPhilip Roemerがジョージ・アーリスとそのヒット作『緑の女神』に捧げたいと考えて開発し、映画と同様に人気となったというものである。アンチョビ、タマネギ、パセリ、タラゴン、マヨネーズ、タラゴンビネガー、チャイブから作るこのドレッシングは、ルイ13世のシェフが作ったグリーンソースを応用したものである。このソースは、伝統的にウナギ料理("green eel")に使われる。
1948年、ニューヨーク・タイムズ・マガジンで、ウスターソースを含むこのドレッシングのレシピが公開された。後のレシピでは、バジルやアボカドを加えたものもある。
1970年代初め、サラダ用ドレッシングメーカーのSeven Seasがこのドレッシングを瓶入りで販売した。会社はクラフトフーズに買収されたが、未だ限られた量しか生産されていない。